# Xolani Sibandze
Xolani Sibandze (ur. 8 marca 1990) – suazyjski piłkarz grający na pozycji pomocnika. Jest wychowankiem klubu Mbabane Highlanders FC.

## Kariera klubowa
Swoją karierę piłkarską Sibandze rozpoczął w klubie Mbabane Highlanders FC. W sezonie 2011/2012 zadebiutował w jego barwach w pierwszej lidze suazyjskiej. W sezonach 2015/2016 i 2021/2022 wywalczył z nim dwa wicemistrzostwa kraju.

## Kariera reprezentacyjna
W reprezentacji Eswatini Sibandze zadebiutował 16 listopada 2014 w zremisowanym 1:1 towarzyskim meczu z Tanzanią. Od 2014 do 2018 wystąpił w kadrze narodowej 17 razy i strzelił 1 gola.